# Mestre Kanbun
El Mestre Kanbun (fl. c. 1660-1673) va ser una artista xilografista japonès i mentor d'Hishikawa Moronobu, considerat aquest el fundador, o com a mínim gran promotor, del gènere ukiyo-e. Com que no se sap que hagi sobreviscut cap obra signada del Mestre Kanbun (o que mai n'hagués fet cap), segueix sent anònim i conegut només pel pseudònim que li va posar l'expert Richard Lane a causa del fet que va florir durant l'època Kanbun (1661–1673) segons el calendari imperial japonès.
La relació exacta entre el Mestre i Moronobu no és clara, i hi ha un nombre d'obres atribuïdes a cadascun d'ells que en realitat podien haver estat fetes per l'altre, o fins i tot per un tercer artista. Com que se sap tan poc del Mestre, ni tan sols és clar si va tenir cap relació directa amb Moronobu en absolut, o si senzillament aquest últim estava influenciat per l'obra del primer. De fet, els experts ni tan sols estan segurs si les obres atribuïdes al Mestre Kanbun les va fer una sola persona o un gran nombre d'artistes anònims.
Hi ha aproximadament cinquanta llibres il·lustrats atribuïts al Mestre Kanbun, incloses un nombre d'obres shunga, novel·les, guies, antologies de poesia, obres de titelles bunraku, i crítiques de cortesanes (yūjo hyōbanki). El Mestre també va produir un nombre de pintures, i algunes de les primeres estampes xilogràfiques d'un sol full (i.e., no lligades en un llibre il·lustrat). La majoria d'aquests treballs eren del gènere shunga (imatges eròtiques), i tots excepte les pintures estaven fets amb tinta negra monocroma, amb un mínim de color afegit a mà.
El seu estil es descriu com a "potent, gairebé primitiu, però presenta una intensitat espectacular de la descripció que va influir i mantenir l'ukiyo-e durant moltes dècades." La seva influència principal va ser la pintura de gènere popular d'aquell moment, que consistia essencialment en escenes de les activitats quotidianes de les principals ciutats del Japó, especialment Kyoto i Edo.

## Galeria

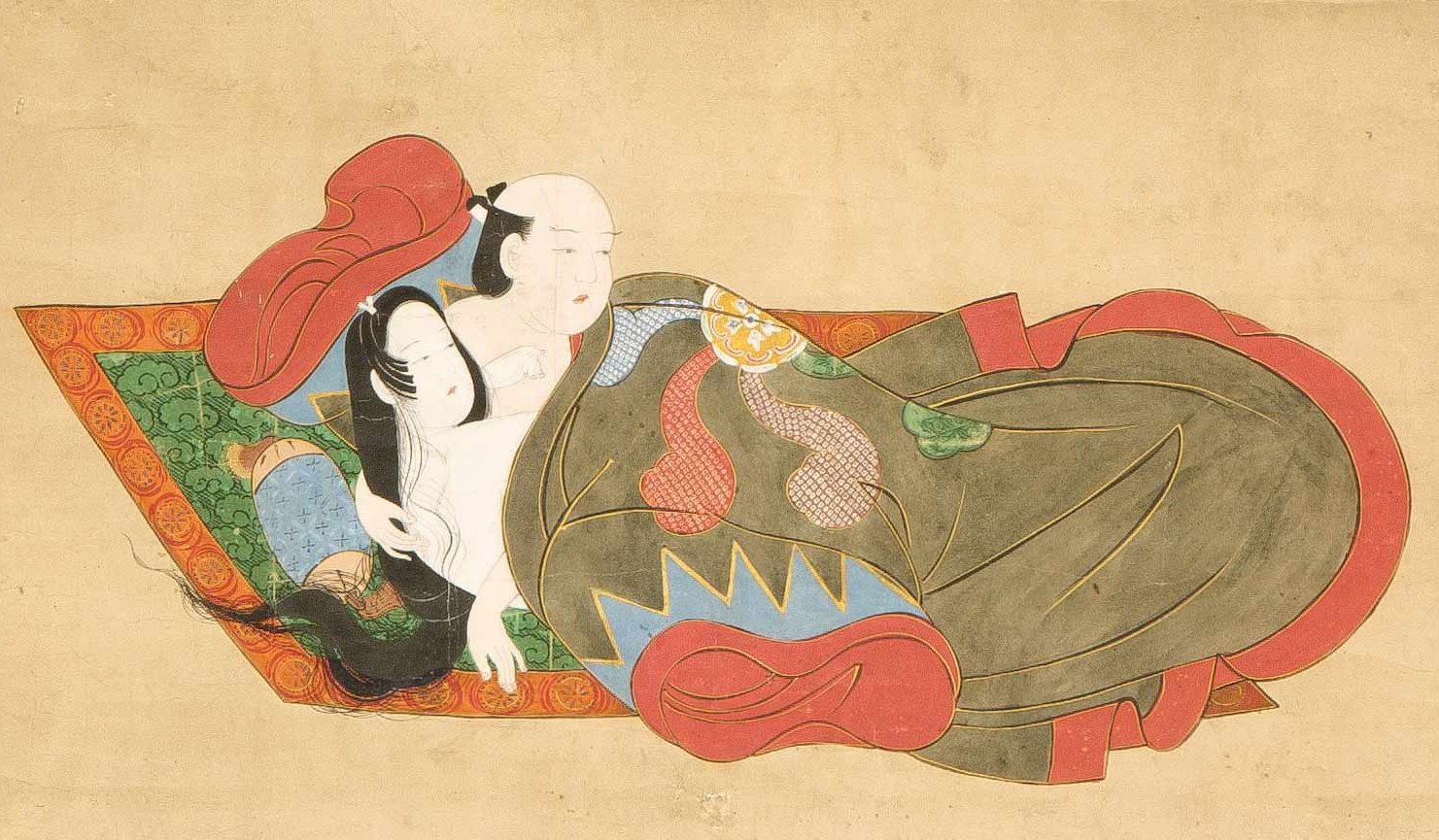
Amants sorpresos, pintura del Mestre Kanbun, finals dels 1660, Acadèmia de les Arts d'Honolulu
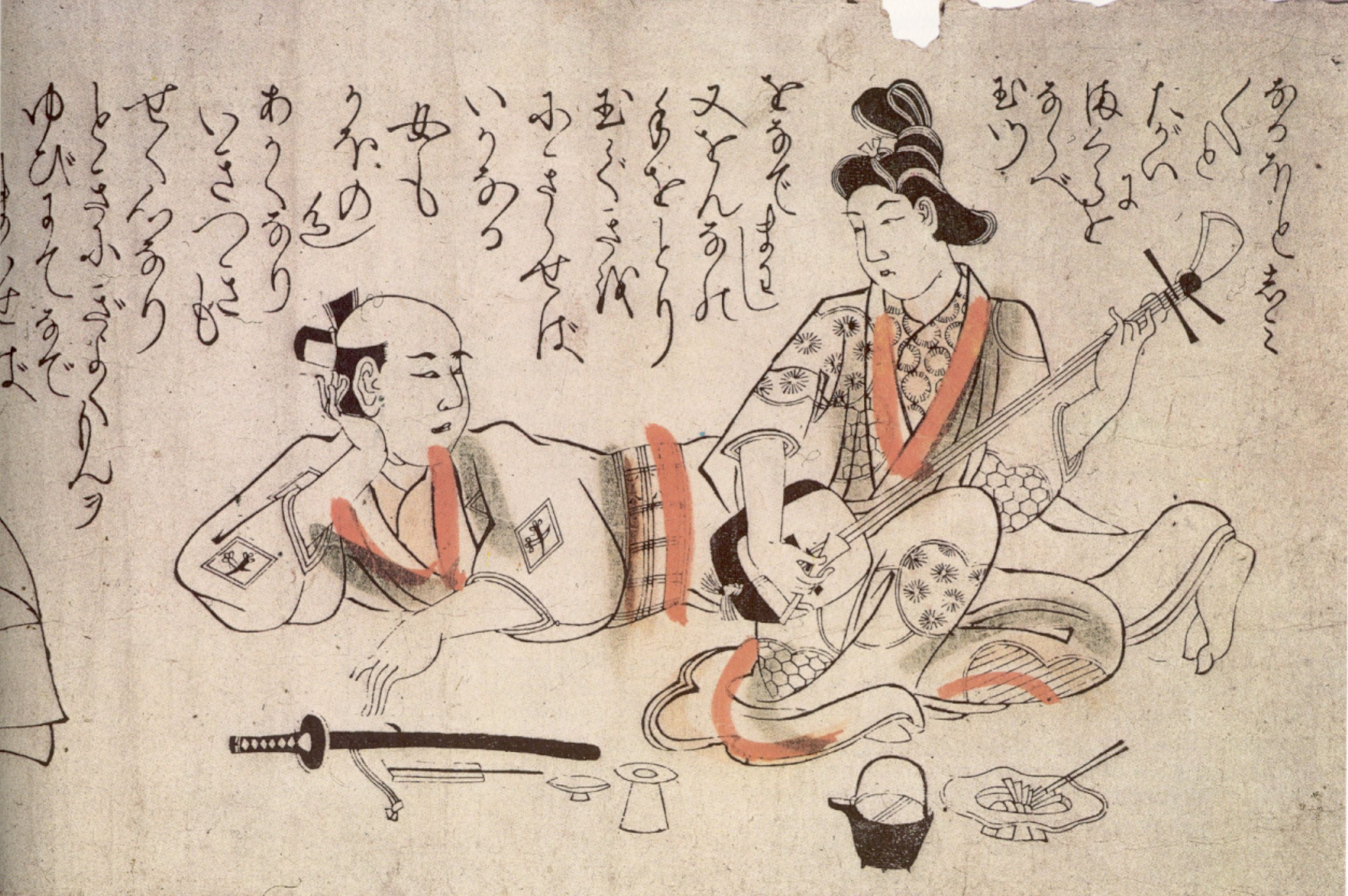
Cortesana i amant, xilografia acolorida a mà de mides chuban (18 x 25 cm aprox.), del Mestre Kanbun, c. 1660